# Starîi Bîkiv, Bobrovîțea
Starîi Bîkiv (în ucraineană Старий Биків) este un sat în comuna Novîi Bîkiv din raionul Bobrovîțea, regiunea Cernihiv, Ucraina.

## Demografie
Componența lingvistică a localității Starîi Bîkiv
     Ucraineană (98,55%)
     Rusă (1,13%)
     Alte limbi (0,32%)
Conform recensământului din 2001, majoritatea populației localității Starîi Bîkiv era vorbitoare de ucraineană (98,55%), existând în minoritate și vorbitori de rusă (1,13%).